# Elbo
Elbo fue una antigua isla artificial egipcia descrita por Heródoto, en la actualidad sin identificar. Se la cita como el lugar al que el rey ciego Anisis se exilió durante 50 años después mientras el etíope Shabako dominaba Egipto.

## Historia
Según las Historias de Heródoto, se trataba de una isla de diez estadios de amplitud, creada por orden de Anisis mediante el apilamiento de tierra y ceniza por los egipcios leales que vivían en los alrededores. El cronista griego asegura que el emplazamiento de la isla era desconocido para el reino de Egipto y que así siguió durante 700 años, hasta que el faraón Amirteo la encontró.

140. Cuando el etíope se hubo marchado de Egipto, el príncipe ciego volvió de los pantanos y recuperó su reino, habiendo vivido durante cincuenta años en una isla que había construido apilando ceniza y tierra, ya que, cuando le visitaban egipcios para llevarle comida, movidos por un acuerdo realizado sin el conocimiento del etíope, también le llevaban ceniza como ofrenda. 123. Nadie logró jamás encontrar esta isla antes de Amirteo; durante setecientos años, los reyes que gobernaron el país fracasaron en el intento. El nombre de esta isla es Elbo, y su tamaño es de diez estadios por cada lado.